# José María Caralps
José María Caralps Riera (Barcelona, 1942) es un Licenciado en Medicina y Cirugía por la Universidad de Barcelona y académico numerario de la Real Academia de Medicina de Cataluña (1994). Desde 1995 es el responsable de la Unidad de Cirugía Cardíaca del Hospital Quirón de Barcelona. 

## Trayectoria
Entre 1967 y 1974, fue cocreador y jefe de la Unidad de Cirugía Cardíaca y del Departamento de Cardiología del Hospital de la Santa Cruz y San Pablo, de Barcelona. Entre 1972 y 1974 realizó distintas especializaciones en Cirugía Cardiovascular en universidades de EEUU.
En 1984 realizó el primer trasplante de corazón con éxito en España; y en 1985, también en España, realizó el primer trasplante heterotópico de corazón.
Entre los años 1988 y 2000, fue presidente de la Sociedad Europea de Trasplante Cardíaco.
En 1994 fue designado Académico numerario de la Real Academia de Medicina de Cataluña.
Caralps Riera es fuente de consulta de medios de comunicación para la confección de artículos sobre corazón y salud.

## Premios y reconocimientos
- 1968 - Premio Ramón Turró de la Real Academia de Medicina de Cataluña.
- 1970 - Premio Abraham Mnadelberg Travelling Fellowship Award. Maimonides Medical Center, Brooklyn, New-York.
- 1972 - Premio John E. Hammet Award, Maimonides Medical Center-Coney Island Hospital.
- 1985 - Llave Ciudad de Barcelona.
- 1985 - Gran Cruz de la Orden Civil de Sanidad, en España.
- 1986 - Premio Universalia de la Joven Cámara de Terrassa.
- 1987 - Premio Seguro de la Confederación Española de Casas de Seguro.
- 1987 - Placa Narcis Monturiol de la Generalidad de Cataluña.
- 1988-1991 - Presidente de la Sociedad Europea de Trasplante Cardíaco.
- 1991 - Premio "Josep Trueta" de la Academia de Ciencias Médicas de Cataluña y Baleares.
- 1992 - Premio BOI de la Sociedad Española de Cardiología (SEC).
- 1994 - Académico numerario de la Real Academia de Medicina de Cataluña.
- 1997 - Premio de la Sociedad Internacional de Medicina Nuclear.
- 2010 - Premio Fenin a la Innovación Tecnológica.[3][9]

## Actividad docente
- 68 artículos publicados en revistas nacionales.
- 75 artículos publicados en revistas internacionales.
- 9 capítulos publicados en libros nacionales e internacionales.